# Safet Nadarević
Safet Nadarević (Nacido 30 de agosto de 1980) es un Bosnian futbolista que actualmente juega para NK Jedinstvo Bihać.
Nadarević empezó su carrera en NK Jedinstvo Bihać. Ha jugado para FK Sarajevo y NK Zagreb antes de unir Eskişehirspor en junio de 2008, en un contrato de 3 años.
El 29 de agosto de 2012, Nadarević firmó un contrato de un años con NK Zagreb.
El 27 de septiembre de 2013, Nadarević firmó para NK Jedinstvo Bihać

## Carrera internacional
Nadarević juego para Bosnia y Herzegovina en la Clasificación para la Eurocopa 2008 (5 juegos) y para la Clasificaciona a la Copa Mundial de Fútbol 2010 (4 juegos).